# Trevor Manuel
Trevor Manuel (ur. 31 stycznia 1956 w Kapsztadzie), południowoafrykański polityk, minister handlu i przemysłu w latach 1994–1996, minister finansów od 1996 do 2009. Od 2009 szef Komisji Planowania Narodowego.

## Życiorys
Trevor Manuel urodził się w Kensington w Kapsztadzie. W 1973 ukończył szkołę średnią. Następnie ukończył inżynierię lądową i mechanikę konstrukcji na Cape Peninsula University of Technology. Ukończył również zarządzanie (Executive Management Programme) na oddziale Uniwersytetu Stanfordzkiego w Singapurze.
Manuel zaistniał na scenie publicznej w 1981, kiedy został sekretarzem generalnym Komitetu Mieszkaniowego Regionu Kapsztadzkiego. Dwa lata później został sekretarzem regionalnym i członkiem Narodowej Rady Wykonawczej Zjednoczonego Frontu Demokratycznego, organizacji sprzeciwiającej się apartheidowi w Południowej Afryce. W 1985 został zatrzymany bez procesu i więziony w areszcie domowym przez 35 miesięcy, do lutego 1990.
Po legalizacji działalności Afrykańskiego Kongresu Narodowego, Manuel został jego koordynatorem w Prowincji Przylądkowej Zachodniej. W 1990 został wybrany jego sekretarzem prasowym, w 1991 wszedł w skład Narodowego Komitetu Wykonawczego (National Executive Committee), a w 1992 został szefem Departamentu Planowania Gospodarczego ANC.
W 1994 Trevor Manuel wszedł w skład Zgromadzenia Narodowego. Od 1994 do 3 kwietnia 1996 zajmował stanowisko ministra handlu i przemysłu w gabinecie prezydenta Nelsona Mandeli. W 1994 w czasie Światowego Forum Ekonomicznego został uhonorowany tytułem "Global Leader for Tomorrow".

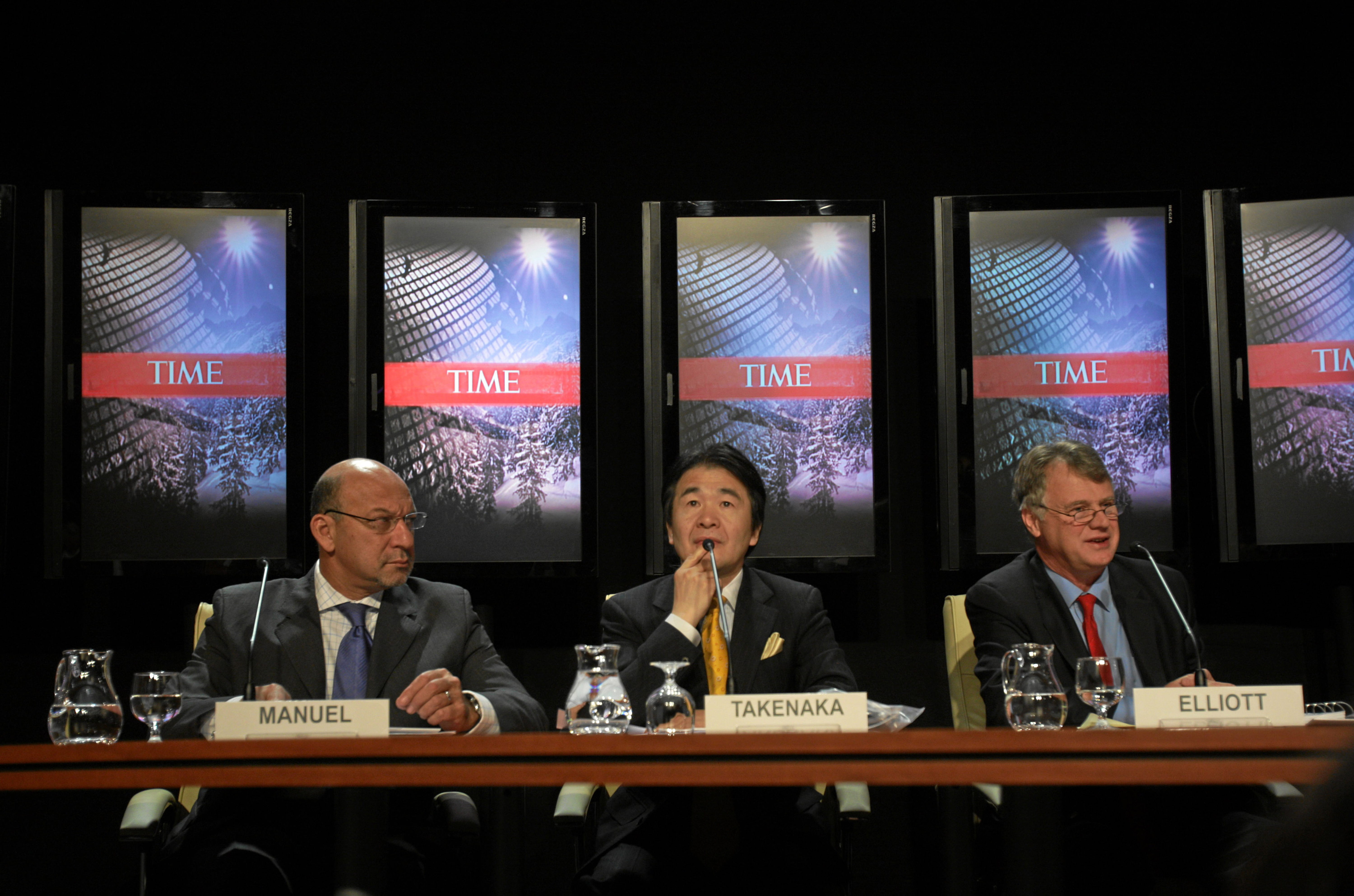
Manuel (z lewej) w czasie Światowego Forum Ekonomicznego, styczeń 2009.

4 kwietnia 1996 Manuel objął funkcję ministra finansów w rządzie prezydenta Mandeli. Stanowisko zachował również w gabinecie prezydenta Thabo Mbekiego oraz Kgalemy Motlanthego. 23 września 2008 Manuel zrezygnował z funkcji ministra finansów razem z większością gabinetu, po rezygnacji ze stanowiska prezydenta przez Mbekiego. Znalazł się jednak ponownie w gabinecie, w rządzie jego następcy, Kgalemy Motlanthe.
10 maja 2009 prezydent Jacob Zuma ogłosił skład swojego gabinetu i mianował Manuela szefem nowej Komisji Planowania Narodowego. Do jej celów, obok planowania strategicznego, zaliczono również koordynację pracy rządowych ministerstw.